# John Ganzoni
John Julian Ganzoni (ur. 30 września 1932 w Ipswich, zm. 3 grudnia 2005), brytyjski arystokrata i polityk, minister w rządach Margaret Thatcher i Johna Majora, członek Partii Konserwatywnej, syn Francisa Ganzoniego, 1. barona Belstead, i Gwendolen Turner, córki Arthura Turnera.
Wykształcenie odebrał w Eton College oraz w Christ Church na Uniwersytecie Oksfordzkim. Studia ukończył w 1961 r. z tytułem magistra historii. Po śmierci ojca w 1958 r. odziedziczył tytuł 2. barona Belstead i zasiadł w Izbie Lordów. Pierwszą mowę wygłosił jednak dopiero w 1964 r. Od 1962 r. był sędzią pokoju w Ipswich. W latach 1979–1994 był zastępcą Lorda Namiestnika Suffolk, a od 1994 r. Lordem Namiestnikiem tegoż hrabstwa.
W 1970 r. został parlamentarnym podsekretarzem stanu w ministerstwie edukacji i nauki. W 1973 r. objął analogiczne stanowisko w ministerstwie ds. Irlandii Północnej. Po wyborach 1979 r. pracował w Home Office. W 1982 r. został ministrem stanu w Foreign Office. W 1983 r. został członkiem Tajnej Rady i ministrem stanu w departamencie rolnictwa, rybołówstwa i żywności. W 1987 r. objął analogiczne stanowisko w ministerstwie środowiska. W 1988 r. został członkiem gabinetu jako Lord Tajnej Pieczęci i przewodniczący Izby Lordów.
Miejsce w gabinecie utracił po rezygnacji Margaret Thatcher w 1990 r. Nowy premier, John Major, powierzył mu najpierw stanowisko Paymaster-General, a następnie ministra stanu w ministerstwie ds. Irlandii Północnej, ale już bez prawa zasiadania w gabinecie. W 1992 r. Belstead zrezygnował ze stanowisk rządowych i został przewodniczącym Parole Board.
Po reformie Izby Lordów w 1999 r. Belstead pozostał w Izbie jako par dożywotni baron Ganzoni. Zmarł w 2005 r. Nigdy się nie ożenił i nie pozostawił potomstwa. Wraz z jego śmiercią wygasł tytuł barona Belstead.